# Allan Sekula
Allan Sekula (* 15. Januar 1951 in Erie, Pennsylvania; † 10. August 2013 in Los Angeles) war ein amerikanischer Künstler und Kritiker. Er arbeitete hauptsächlich mit photographischen Mitteln.

## Leben
Sekula erreichte größere Bekanntheit mit der Arbeit Fish Story, die auf der Documenta11 gezeigt wurde. Auch an der documenta 12 nahm er teil.
Seine Werke befinden sich unter anderem in den Kollektionen von MACBA (Barcelona), Museum Folkwang (Essen), Getty Research Institute, LACMA, MOCA (alle drei in Los Angeles), Museo Reina Sofía (Madrid), Whitney (New York), Centre Pompidou (Paris), SFMOMA (San Francisco), und Generali Foundation (Wien).
Sekula lebte in Los Angeles. Er lehrte seit 1985 am CalArts im Bereich Photographie und Medienkunst.

## Ausstellungen

### Einzelausstellungen (Auswahl)
- 2017: Allan Sekula. Okeanus. Thyssen-Bornemisza Art Contemporary, Wien.[2]
- 2005: TITANIC’s wake. Camera Austria, Graz.[3]
- 2003: Performance under Working Conditions. Generali Foundation, Wien.[4]
- 2002: Waiting for Tear Gas. Camera Austria, Graz.[5]
- 2000: Titanic's Wake. Centre de Creation Contemporaine, Tours, Frankreich.
- 1999/1998: Fish Story. Gezeigt u. a. in DAAD-Galerie, Berlin, Nederlands Foto Instituut, Rotterdam; Kunstverein München.
- 1995: Fish Story. Witte de With, Rotterdam.[6]
- 1993: University Art Museum, Berkeley, USA.
- 1991: Vancouver Art Gallery, Vancouver, Kanada.
- 1989: Institute of Contemporary Art, Boston. u. a. gezeigt in P.S. 1, Long Island City, New York.
- 1987: „Sketch for a Geography Lesson“, Camera Austria, Forum Stadtpark, Graz
- 1984: Folkwang Museum, Essen.

### Teilnahme an Gruppenausstellungen (Auswahl)
- 2014: Playtime, Städtische Galerie im Lenbachhaus, München, 15. März bis 29. Juni; ausgestelltes Werk: School is a Factory (1978/80)
- 2007: documenta 12, Kassel.
- 2007: 10. Istanbul Biennale[7]
- 2006: Full House – Views of the Whitney’s Collection at 75. Whitney Museum, New York.
- 2005: How do we want to be governed? Miami Art Central, Miami.
- 2003: Colálecci. MACBA, Museu dâArt Contemporani de Barcelona, Barcelona.
- 2003: Witness. The Barbican Centre, London.
- 2002: Documenta11, Kassel.
- 2001: Yokohama Triennale, Japan.
- 2000: Flight Patterns. Museum of Contemporary Art, Los Angeles.
- 2000: Made in California. Los Angeles County Museum of Art, Los Angeles.
- 2000: Desert and Transit. Kunsthalle zu Kiel.
- 2000: Die Regierung/The Government. Alte Kestner Gesellschaft, Hannover.
- 1999: Trace. Liverpool Biennale.
- 1998: Port and Corridor: Work Sites in Los Angeles. Robbert Flick und Allan Sekula, Getty Research Institute, Los Angeles.
- 1996: Face a l'Histoire. Centre Pompidou, Paris.
- 1993: Whitney Biennale 2003, New York.
- 1991: A Dialogue about Recent American and European Photography. Museum of Contemporary Art, Los Angeles.
- 1989: If You Lived Here: Home Front. Dia Art Foundation, New York.
- 1984: Art and Ideology. New Museum of Contemporary Art, New York.
- 1981: Erweiterte Fotografie – Fifth International Vienna Biennale, Wiener Secession.
- 1981: Absage an das Einzelbild. Folkwang Museum, Essen.
- 1976: New American Filmmakers Series – Connell, Sekula and Torres. Whitney Museum of American Art, New York.

## Werke
- "Der Handel mit Fotografien" in: Herta Wolf (Hrsg.): Paradigma Fotografie. Fotokritik am Ende des fotografischen Zeitalters. Bd. 1. Suhrkamp, Frankfurt a. M. 2002, S. 255–290
- "Der Körper und das Archiv" in: Herta Wolf (Hrsg.): Diskurse der Fotografie. Fotokritik am Ende des fotografischen Zeitalters. Bd. 2. Suhrkamp, Frankfurt a. M. 2003, S. 269–334
- Performance under Working Conditions. DAP, New York 2003. ISBN 3-901107-40-1.
- Titanic's wake. Camera Austria, Graz 2003. ISBN 3-900508-45-3.
- Fish Story. Richter, Düsseldorf 1995. ISBN 3-928762-28-1. (2002 neu verlegt als Seemannsgarn zur Teilnahme an der Documenta 12, ISBN 3-933807-66-2.)
- Photography against the Grain – Essays and Photo Works 1973–1983. Nova Scotia College of Art and Design, Halifax 1984. ISBN 0-919616-28-3.

## Filme
- Performance under Working Conditions (1973), 20 min., black and white, video
- The Reagan Tapes (1984), 10 min.
- Tsukiji (2001), video, DVD, 43 min. 30 s, a portrait of the Japanese fish market
- Disney Hall Gala (2005), video, DVD, 24 min. 38 s
- The Lottery of the Sea (2006) part 1 & 2, 99 min. 6 s, 80 min. 15 s
- A Short Film for Laos (2006–2007), 45 min., digital video
- The Forgotten Space[8] (2010), 112 min., with Noel Burch, Special Orrizonti Jury Prize at the 67th Venice Film Festival